# Oncocnemis atrifasciata
Oncocnemis atrifasciata är en fjärilsart som beskrevs av Morrison 1875. Oncocnemis atrifasciata ingår i släktet Oncocnemis och familjen nattflyn. Inga underarter finns listade i Catalogue of Life.